# بخش چندل
بخش چندل (به انگلیسی: Chandel district) یک منطقهٔ مسکونی در هند است که در مانیپور واقع شده‌است. بخش چندل ۵۲۱ کیلومتر مربع مساحت و ۱۴۴٬۱۸۲ نفر جمعیت دارد.